# Lew Alexandrowitsch Tichomirow

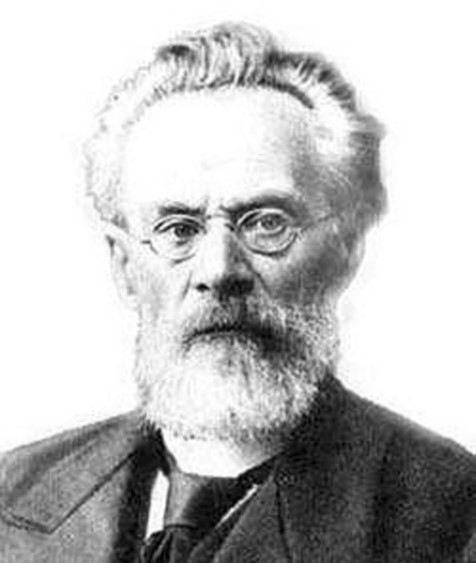
Lew Alexandrowitsch Tichomirow, wahrscheinlich in den 1890er Jahren

Lew Alexandrowitsch Tichomirow (russisch Лев Александрович Тихомиров; * 19. Januar 1852 in Gelendschik; † 10. Oktober 1923 in Sergijew Possad) war ein russischer Revolutionär des terroristischen Flügels der Narodniki und gehörte dem Exekutivkomitee an. Nach seiner Trennung von den Vorstellungen einer gewaltsamen Revolution wurde er einer der führenden konservativen Denker in Russland. Er schrieb mehrere Bücher über die russische Monarchie, den orthodoxen Glauben und politische Philosophie in Russland.

## Ausbildung und politische Tätigkeit

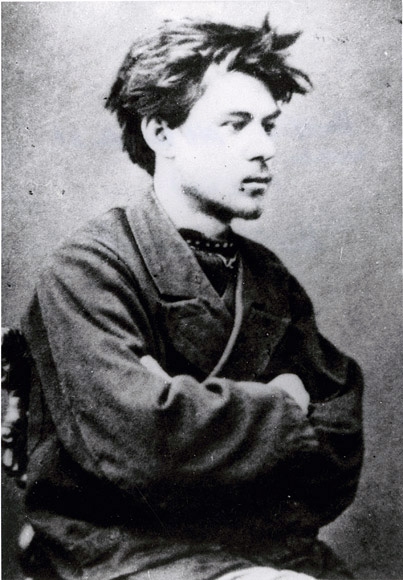
Tichomirow als junger Mann

Als Sohn eines Militärarztes und einer Absolventin des Instituts für die Erziehung höherer Töchter besuchte er die höhere Schule in Kertsch. Ab 1872 studierte er an der Medizinischen Fakultät der Moskauer Universität. Obwohl er konservativ erzogen wurde, beeinflussten ihn die revolutionären Ideen der Narodniki. Da er politische Agitation unter den Arbeitern betrieb, wurde er im Zusammenhang mit dem Prozess der 193 im Jahre 1873 inhaftiert und zu vier Jahren Gefängnis in der Peter-und-Paul-Festung in St. Petersburg verurteilt. Im Jahre 1878 wurde er Mitglied der Organisation Land und Freiheit der Narodniki und nahm dort eine leitende Position im Exekutivkomitee ein. Außerdem war er an der Veröffentlichung der Zeitschrift der Organisation beteiligt. Im Jahre 1879 trat er der konspirativen und radikalen Vereinigung Narodnaja Wolja (deutsch: Volkswille) bei.
Im Jahre 1883 emigrierte er nach dem Verbot der Narodnaja Wolja in die Schweiz, um dann nach Frankreich zu reisen. Dort beschrieb er 1886 seine Gedanken über die Lage in Russland:

Von nun an ist unsere einzige Hoffnung Russland und das russische Volk. Wir haben von den Revolutionären nichts zu erwarten […] Unter diesem Gesichtspunkt begann ich, mein Leben neu zu ordenen. Ich muß es für den Dienst an Russland begründen, und zwar unter den Bedingungen meines Gewissens, unabhängig von allen Parteigrogrammen.

In Paris distanzierte er sich im Jahre 1888 von seinen früheren revolutionären Überzeugungen und veröffentlichte das Buch 1888, Tikhomirov publicly repented of his revolutionary activities, publishing his book Warum ich aufgab, ein Revolutär zu sein (russ.: Pochemu ja perestal but revoljutsionerom). Sodann richtete er an den Zaren Alexander III. eine Petition, nach Russland zurückzukehren, was ihm im Jahre 1889 gewährt wurde.
Im Rückblick auf sein früheres Leben schrieb er in seinen Memoiren:

Ich verabscheute meine Jugend. Sie ist erfüllt mit leidenschaftlichen Wünschen eines verdorbenen Herzens, voller Unreinheit, einem dummen Hochmut, einem Hochmut eines Menschen, der seine Möglichkeiten erkennt, der reif war, analytisch oder selbständig zu denken. Ich begann, mein Leben von dem Zeitpunkt an zu lieben (in meinen letzten Jahren in Paris), als ich reif und befreit wurde […] Den Sinn des Lebens zu verstehen und, als ich begann, nach Gott zu suchen

## Konservativer Monarchist
Nach der Rückkehr aus dem Exil wurde er einer der führenden konservativen Monarchisten in Russland. Er veröffentlichte zahlreiche Beiträge in den Zeitschriften Moskowskije Wedomosti, Nowoje wremja und Russkoje Obosrenije. Im Jahre 1917 zog er nach Sagorsk und zog sich aus der Politik zurück.

## Veröffentlichungen
In seinen Schriften kritisierte er die liberale Demokratie, so in der Schrift Liberale und Terroristen (1890) sowie in der Veröffentlichung Liberale und soziale Demokratie (1896). Er griff demokratische Einrichtungen an, die durch Parteiintrigen und übermäßigem Individualismus beherrscht würden. Er setzte sich für eine russische Alternative zur demokratischen Idee ein:

Wir müssen nach anderen Wegen suchen, indem wir die entschiedene Wahrheit verstehen, die sich nun durch die negativen Erfahrungen der Neuen Zeit offenbart: dass eine Organisation einer Gesellschaft nur dadurch möglich ist, das geistige Gleichgewicht in jedem Menschen zu bewahren. Und dieses geistige Gleichgewicht ist nur möglich, indem man ein Leben in religiösen Gedanken führt.

Im Jahre 1905 veröffentlichte er seine größte Schrift, die vierbändige Ausgabe von Über den monarchistischen Staat, welches bald die ideologische Grundlage der monarchistischen Bewegung in Russland wurde. Darin erklärte er die Existenz der Autorität als die grundlegende regelnde Macht in der Gesellschaft. Die Art der Autorität – demokratisch, aristokratisch oder monarchistisch – ist die Wurzel des moralischen und psychologischen Zustands der Gesellschaft. Er schrieb:

Wenn ein machtvolles moralisches Ideal in einer Gesellschaft existiert – ein Ideal, welches den freiwilligen Gehorsam und den Dienst füreinander fordert, dann führt es zu einer Monarchie, weil die Existenz dieses Ideals keine körperliche Macht (Demokratie) oder die Herrschaft eine Elite (Aristokratie) erfordert. Alles das ergibt sich notwendig als ein fortwährender Ausdruck dieses moralischen Ideals. Der größte Vermittler dieses Ausdrucks ist eine Persönlichkeit in einer Position der vollkommenen Unabhängigkeit von allen äußeren politischen Kräften

Im Jahre 1909 wurde er Herausgeber der staatseigenen monarchistischen Zeitung Moskovskije Wedomosti. Nachdem der Innenminister im Jahre 1913 die Zahlungen für die Zeitung einstellen ließ, trat er als Herausgeber zurück. Danach schrieb er seine zweitgrößte Arbeit mit dem Titel Über die religiösen und philosophischen Grundlagen der Geschichte.
Darin argumentiert er, dass die Geschichte von zwei konkurrierenden Gesichtspunkten in der Welt bestimmt wird: die dualistische und die monistische. Die dualistische anerkennt die Existenz von Gott und dass die Welt von Gott erschaffen wurde. Die monistische behauptet, dass die Welt schon immer existierte aus sich selbst heraus. Er zeigte in seiner Schrift die Spuren in der ganzen Geschichte von dem Kampf dieser beiden Anschauungen, die in einer Apokalypse enden werden.
Nach der Russischen Revolution von 1917 betätigte er sich als Schulsekretär in Sergijew Possad, wo er 1923 verstarb.